# Iai (Bildhauer)
Iai war ein altägyptischer Bildhauer, der in der Zeit des Pharaos Ramses II. (1279–1213 v. Chr.) in Deir el-Medina tätig war.
Iai ist heute nur noch von einer Darstellung aus dem Grab des Bildhauers und Umrisszeichners Qen (TT4) bekannt, die ihn mit seiner Frau Nefercha zeigt. Es ist anzunehmen, dass er auch in der Arbeitersiedlung von Deir el-Medina lebte.